# Vlag van kraj Primorje
De vlag van kraj Primorje is in gebruik sinds 22 februari 1995. De vlag van wordt gedeeld door een witte diagonale balk die van linksonder naar rechtsboven loopt en de hoeken van de vlag raakt. De breedte van de balk is ongeveer 1/5 van de lengte van de vlag. In het rode vlak aan de broektop staat een gouden tijger uit het wapen van kraj Primorje. In de onderste vlucht is de vlag blauw.
Rood symboliseert prestaties, opofferingen, overwinningen, moed en onverschrokkenheid. Blauw staat voor eerlijkheid, trouw, schoonheid, zachtheid en grootsheid. Samen met wit, zijn de historische kleuren van de regio en vertegenwoordigen de eenheid van het gebied met de Russische Federatie. De Siberische tijger, is een van de meest zeldzame diersoorten. Tijger is een van de kenmerkende dieren die in de regio leven en vertegenwoordigt de natuurlijke omgeving van het gebied.